# Cantó de Caiena-Sud-Oest

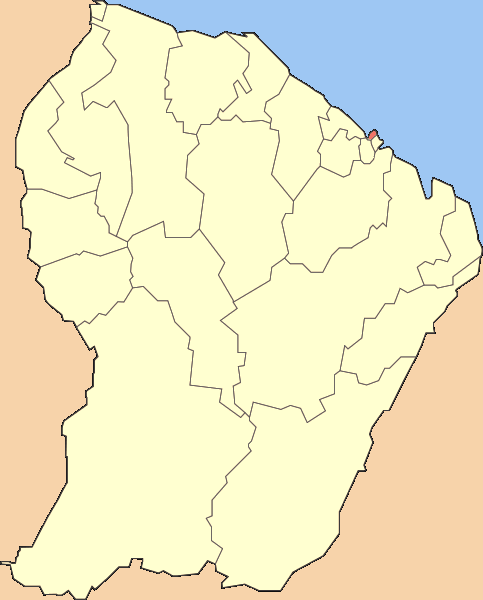
Ubicació de Caiena dins la Guaiana Francesa

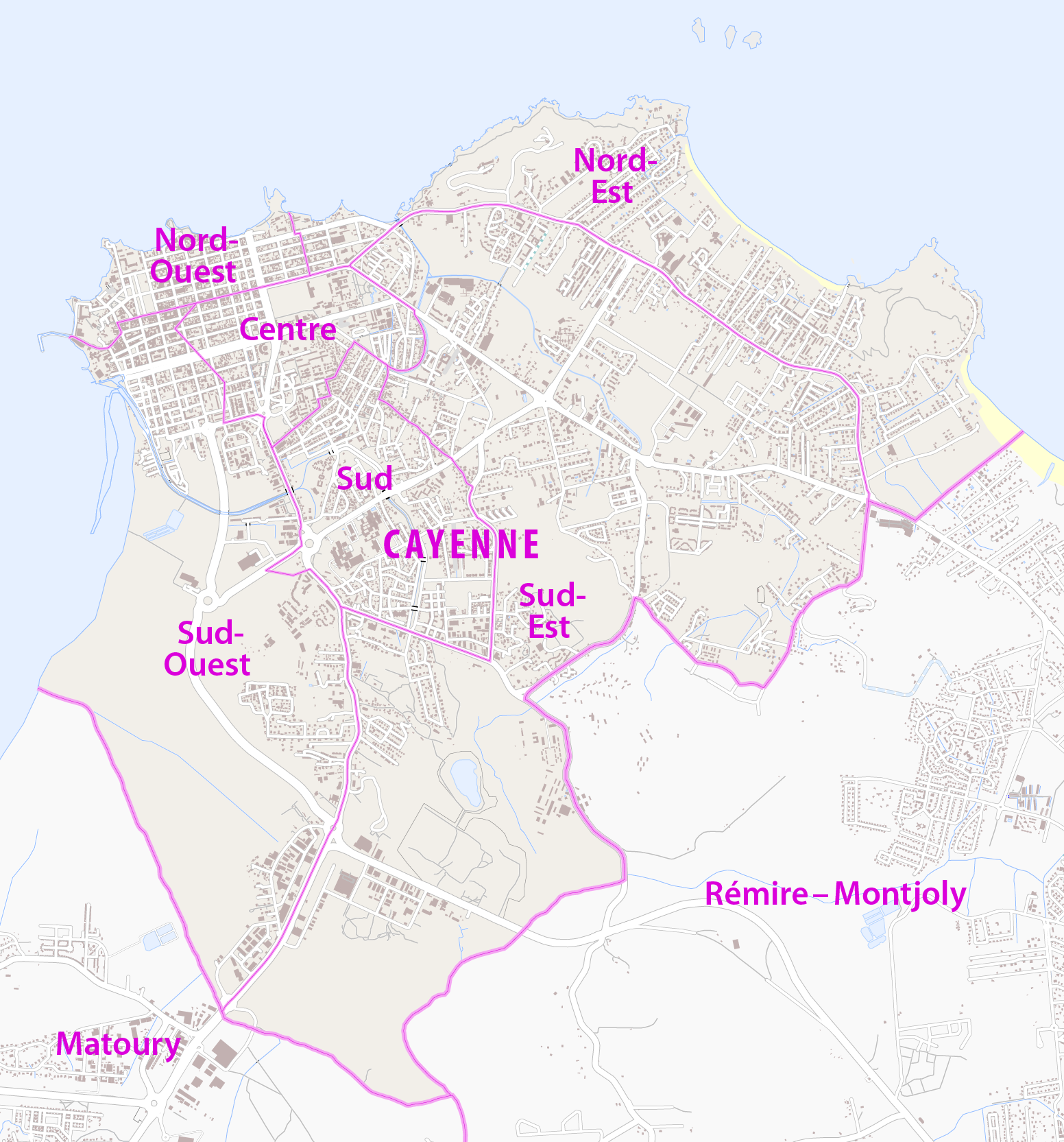

El cantó de Caiena-Sud-Oest és una antiga divisió administrativa francesa situat a la regió d'ultramar de la Guaiana Francesa. Va desaparèixer el 2015.

## Composició
El cantó aplega els barris (quartiers) de la ciutat de Caiena:
- Village-Chinois
- Leblond
- La Madeleine

## Consellers generals
| Data d'elecció                           | Identitat        | Partit | Qualitat |
| ---------------------------------------- | ---------------- | ------ | -------- |
| 1979 - 1998                              | Gérard Holder    | PSG    |          |
| 1998 - 2015                              | Alain Tien-Liong | MDES   |          |
| les dades anteriors no són pas conegudes |                  |        |          |
|                                          |                  |        |          |